# Chiesa di Maria Vergine Assunta (Acceglio)
La chiesa di Maria Vergine Assunta è la parrocchiale di Acceglio, in provincia di Cuneo e diocesi di Saluzzo; fa parte della zona di Busca, Dronero e Valle Maira.

## Storia
La prima citazione di una chiesa ad Acceglio risale al 1311; nei decenni successivi essa è poi costantemente menzionata negli atti relativi all'avvicendamento tra i vari parroci.
Dalla relazione della visita pastorale effettuata nella primavera del 1431 dal vescovo di Torino Aimone da Romagnano si apprende che questo luogo di culto aveva il titolo di pieve e il beneficio del fonte battesimale.
Nel 1594 don Giacomo Promio, delegato del vescovo di Saluzzo Antonio Pichot, documentò l'esistenza di un'antica cappella nel castello chiusa al culto e annotò che la parrocchiale non conservava il Santissimo Sacramento; inoltre, i redditi della parrocchia risentivano del rifiuto degli ugonotti locali di versare le decime.
Il vescovo Francesco Agostino Della Chiesa, durante la sua visita del 1643, prescrisse alcuni lavori di risistemazione dell'edificio, affinché fosse più decoroso.
La chiesa subì dei danni a causa della guerra nel 1740, per poi venir totalmente riedificata nel 1764; pochi anni dopo, tra il 1770 e il 1772, fu realizzato da Battista Gauteri il coro ligneo.
Nel 1914 l'architetto Giuseppe Gallo presentò il progetto di decorazione dell'interno della chiesa, che fu poi eseguito tra il 1915 e il 1918 dai pittori fratelli Peracchione e dall'indoratore Chiaffredo.
L'adeguamento liturgico secondo le usanze postconciliari venne condotto negli anni settanta mediante l'aggiunta dell'altare rivolto verso l'assemblea.
Tra il 2008 e il 2009 fu realizzato un risanamento della facciata, mentre tra il 2011 e il 2012 si procedette al restauro del tetto delle due navate laterali.

## Descrizione

### Esterno
La facciata a salienti della chiesa, rivolta a sudovest, si compone di tre corpi: quello centrale, suddiviso in due registri da una cornice marcapiano e coronato dal timpano triangolare, presenta centralmente il portale d'ingresso e sopra una finestra bilobata, mentre le due ali laterali sono caratterizzate da una finestrella cadauna.
Annesso alla parrocchiale è il campanile a base quadrata, la cui cella presenta su ogni lato una monofora affiancata da lesene ed è coronata dalla cupoletta.

### Interno
L'interno dell'edificio è suddiviso in tre navate da pilastri, abbelliti da lesene e sorreggenti degli archi a tutto sesto, sopra i quali corre la cornice modanata e aggettante su cui si impostano le volte a crociera; al termine dell'aula si sviluppa il presbiterio, delimitato da balaustre, coperto da volta a crociera e chiuso dall'abside di forma semicircolare.